# Perotrochus deforgesi
Perotrochus deforgesi (Métivier, 1990) é uma espécie de molusco gastrópode marinho da família Pleurotomariidae, nativa da região oeste do oceano Pacífico.

## Descrição
Perotrochus deforgesi possui concha em forma de turbante cônico com até 4 centímetros. Escultura da superfície da concha áspera, constituída de estrias espirais atravessadas por finas linhas de crescimento. Coloração creme com tons de amarelo e laranja.

## Distribuição geográfica
São encontrados em águas profundas do oeste do oceano Pacífico (nordeste da Austrália, Mar de Coral, com seu holótipo coletado em profundidade de 400 metros no platô de Chesterfield em 1986 pelo navio oceanográfico Coriolis  ).

## Taxonomia
Em estudo, publicado em 2015 por Patrick Anseeuw, Nicolas Puillandre, José Utge e Philippe Bouchet, foi constatada a separação, através do exame molecular de um grande conjunto de espécimes de Pleurotomariidae do Mar de Coral e Nova Caledônia, da espécie Perotrochus caledonicus em novas espécies. Desta forma, temos Perotrochus deforgesi e Perotrochus pseudogranulosus vivendo sobre os planaltos e guyots do Mar de Coral, enquanto Perotrochus caledonicus e Perotrochus wareni vivem nas encostas da Nova Caledônia. Todas as quatro espécies em profundidades de 300 a 500 metros.